# Kerly Santos
Kerly Cristiane Paiva dos Santos (Santo André, 9 de agosto de 1970) é uma ex-voleibolista indoor brasileira que serviu a Seleção Brasileira atuando na posição de Central serviu a Seleção Brasileira na categoria juvenil, sagrando bicampeã mundial em 1987 e 1989, Coreia do Sul e Peru, respectivamente.Pela seleção principal conquistou a medalha de prata no Campeonato Sul-Americano de 1989 no Brasil e na edição desta competição em 1991 foi medalhista de ouro também no Brasil.Pela seleção principal também conquistou o bronze no Goodwill Games de 1990 e a medalha de prata na edição dos Jogos Pan-Americanos de 1991 em Cuba e participou da edição dos Jogos Olímpicos de Verão de 1988 em Seul.Em clubes foi medalhista de ouro no Campeonato Mundial de Clubes de 1994, também foi vice-campeã do Campeonato Sul-Americano de Clubes de 1996 no Peru.

## Carreira
Kerly desde as categorias de base era convocada para Seleção Brasileira, conquistou duas medalhas de ouro em edições do Campeonato Mundial Juvenil, a primeira ocorreu em 1987 em Seul-Coreia do Sul e a segunda conquistada em Lima-Peru.Em 1988 disputou a edição dos Jogos Olímpicos de Verão, sediado em Seul-Coreia do Sul quando encerrou pelo Brasil na sexta colocação.Disputou pela Seleção Brasileira a edição do Campeonato Mundial de 1990, realizado em Pequim, na China, ocasião que finalizou na sétima colocação.
Atuou em diversos clubes do voleibol nacional: Pirelli/Santo André, Lufkin/Sorocaba.Atuou pelo Colgate/Pão de Açúcar sagrou-se vice-campeã do Campeonato Paulista de 1990 e foi vice-campeã também na edição da Liga Nacional, competição antecessora da Superliga Brasileira A,  temporada 1990-91, depois o clube passou a ser Colgate/São Caetano e por este ela também atuou.
Pelo Nossa Caixa/Recra disputou a edição do Campeonato Sul-Americano de Clubes de 1994 em Medellín e conquistou a medalha de ouro e recebeu o prêmio de Melhor Bloqueadora da competição.
Sua passagem mais vitoriosa ocorreu quando integrou o histórico clube de voleibol do Leite Moça, representando na temporada 1994-95, que usou a alcunha de Leite Moça nesta jornada e foi vice-campeã do Campeonato Paulista de 1994 e disputou a primeira edição da Superliga Brasileira A.
Conquistou o primeiro título da Superliga Brasileira A 1994-95 e conquistou a medalha de ouro no Campeonato Mundial de Clubes em 1994.
Fez parte da geração do vôlei que revolucionou o esporte no Brasil com ótimo resultados da Seleção Brasileira, de 1986 a 1992, como por exemplo a medalha de bronze nos Jogos da Amizade de 1990, a medalha de prata dos Jogos Pan-americanos de 1991 em Havana e participou da Copa do Mundo  e a oitava colocação na Copa do Mundo de 1991 em Osaka, no Japao
Na temporada seguinte foi contratada pelo Transmontano/J.C. Amaral comandada pelo técnico Chico dos Santos e encerrou na quarta posição por este clube na Superliga Brasileira A 1995-96 e conquistou por esta equipe a prata no Campeonato Sul-Americano de Clubes de 1996 em Lima-Peru.
Nas competições de 1996-97 reforça o J.C. Amaral/Recra sendo semifinalista da Superliga Brasileira A correspondente a este período, mas encerrou na quarta colocação.Kerly jogou também pelo Joinville/SC na Superliga Brasileira A 1997-98 encerando na décima primeira posição, ou seja penúltimo lugar.
Reforçou o Pinheiros/Blue Life na temporada 1998-99 contribuindo para sua equipe avançar as quartas de final, terminando a competição em sétimo lugar geral.Renovou com o Pinheiros/Blue Life e competiu pelo mesmo na temporada 1999-00, e foi semifinalista da respectiva Superliga Brasileira A, encerrando na quarta colocação.
Transferiu-se para o MRV/Minase competiu por este na jornada esportiva 2000-01 obteve o bronze na Superliga Brasileira A 2000-01.
Jogou duas temporadas pelo Macaé/NUNCEG, a primeira temporada foi no período 2001-02 e a segunda foi na jornada 2002-03 em ambas jornadas terminou em quinto lugar na Superliga Brasileira A.
Após abandonar as quadras como jogadora, atuou como supervisora da equipe de vôlei do Macaé Sports/Oi em 2005..Em 2004 foi candidata à vereadora na cidade de Macaé-RJ e atualmente é funcionária pública nesta cidade e também dedica-se ao Vôlei Máster desde 2006.No ano de 2014  foi homenageada pela Nestlé juntamente com  mais doze atletas que conquistaram há 20 anos a inédita medalha de ouro no Campeonato Mundial de Clubes de 1994.

## Clubes
| Clube                                  | País   | De   | Até  |
| -------------------------------------- | ------ | ---- | ---- |
| Lufkin/Sorocaba                        | Brasil | 1985 | 1986 |
| Pirelli                                | Brasil | 1986 | 1989 |
| Colgate/Pão de Açúcar/São Caetano E.C. | Brasil | 1990 | 1993 |
| Nossa Caixa/Recra                      | Brasil | 1993 | 1994 |
| Leite Moça                             | Brasil | 1994 | 1995 |
| Transmontano/JC Amaral                 | Brasil | 1995 | 1996 |
| JC Amaral/Recra                        | Brasil | 1996 | 1997 |
| Joinville                              | Brasil | 1997 | 1998 |
| Blue Life/Pinheiros                    | Brasil | 1998 | 2000 |
| MRV/Minas                              | Brasil | 2000 | 2001 |
| Macaé/Nuceng                           | Brasil | 2001 | 2003 |

## Títulos e resultados
- Superliga Brasileira A:1994-95[13][15]
- Superliga Brasileira A:1990-91[5]
- Superliga Brasileira A:2000-01[15]
- Superliga Brasileira A:1999-00[15], 1995-96[15], 1996-97[15]
- Campeonato Paulista:1995[12], 1999[12]
- Campeonato Paulista:1990[4],1994[12]

## Premiações individuais
- Melhor Bloqueadora do Campeonato Sul-Americano de Clubes de 1994[11]